# 第22回日本アカデミー賞
第22回日本アカデミー賞は1999年（平成11年）3月12日に行われた日本アカデミー賞の発表・授賞式。
新高輪プリンスホテルで開催され、司会は関口宏と黒木瞳が務めた。

## 最優秀作品賞
- 愛を乞うひと

### 優秀作品賞
- 踊る大捜査線
- 学校III
- カンゾー先生
- HANA-BI

## 最優秀監督賞
- 平山秀幸（愛を乞うひと）

### 優秀監督賞
- 今村昌平（カンゾー先生）
- 北野武（HANA-BI）
- 本広克行（踊る大捜査線）
- 山田洋次（学校III）

## 最優秀脚本賞
- 鄭義信（愛を乞うひと）

### 優秀脚本賞
- 今村昌平・天願大介（カンゾー先生）
- 北野武（HANA-BI）
- 君塚良一（踊る大捜査線）
- 山田洋次・朝間義隆（学校III）

## 最優秀主演男優賞
- 柄本明（カンゾー先生）

### 優秀主演男優賞
- 織田裕二（踊る大捜査線）
- ビートたけし（HANA-BI）
- 津川雅彦（プライド 運命の瞬間）
- 役所広司（絆 -きずな-）

## 最優秀主演女優賞
- 原田美枝子（愛を乞うひと）

### 優秀主演女優賞
- 大竹しのぶ（学校III）
- 岸本加世子（HANA-BI）
- 松嶋菜々子（「リング」）
- 吉永小百合（時雨の記）

## 最優秀助演男優賞
- いかりや長介（踊る大捜査線）

### 優秀助演男優賞
- 大杉漣（HANA-BI）
- 世良公則（カンゾー先生）
- 柳葉敏郎（踊る大捜査線）
- 渡辺謙（絆 -きずな-）

## 最優秀助演女優賞
- 麻生久美子（カンゾー先生）

### 優秀助演女優賞
- 佐藤友美（時雨の記）
- 野波麻帆（愛を乞うひと）
- 深津絵里（踊る大捜査線）
- 余貴美子（学校III）

## 最優秀音楽賞
- 久石譲（HANA-BI）

### 優秀音楽賞
- 朝川朋之（絆 -きずな-）
- 千住明（愛を乞うひと）
- 松本晃彦（踊る大捜査線）
- 山下洋輔（カンゾー先生）

## 最優秀撮影賞
- 柴崎幸三（愛を乞うひと）

### 優秀撮影賞
- 木村大作（時雨の記）
- 小松原茂（カンゾー先生）
- 藤石修（踊る大捜査線）
- 山本英夫（HANA-BI）

## 最優秀照明賞
- 上田なりゆき（愛を乞うひと）

### 優秀照明賞
- 椎野茂（時雨の記）
- 山川英明（カンゾー先生）
- 石丸隆一（踊る大捜査線）
- 高屋齋（HANA-BI）

## 最優秀美術賞
- 中澤克巳（愛を乞うひと）

### 優秀美術賞
- 稲垣尚夫（カンゾー先生）
- 桑名忠之（時雨の記）
- 種田陽平（不夜城）
- 内藤昭（プライド 運命の瞬間）

## 最優秀録音賞
- 芦原邦雄（踊る大捜査線）

### 優秀録音賞
- 紅谷愃一（カンゾー先生）
- 堀内戦治（HANA-BI）
- 宮内一男（絆 -きずな-）
- 宮本久幸（愛を乞うひと）

## 最優秀編集賞
- 川島章正（愛を乞うひと）

### 優秀編集賞
- 岡安肇（カンゾー先生）
- 北野武・太田義則（HANA-BI）
- 鈴木晄（絆 -きずな-）
- 松尾浩（踊る大捜査線）

## 最優秀外国作品賞
- L.A.コンフィデンシャル

### 優秀外国作品賞
- アルマゲドン
- グッド・ウィル・ハンティング 旅立ち
- プライベート・ライアン
- 恋愛小説家

## 新人俳優賞
- 熊川哲也（F (エフ)）
- 黒田勇樹（学校III）
- 麻生久美子（カンゾー先生）
- 田中麗奈（がんばっていきまっしょい）
- 野波麻帆（愛を乞うひと）
- 三船美佳（友情 Friendship）

## 話題賞

### 作品部門
- 「リング」

### 俳優部門
- 織田裕二（踊る大捜査線）

## 協会栄誉賞
- 黒澤明

## 会長特別賞
- 伊丹十三
- 木下惠介
- 高田浩吉

## 協会特別賞
- 飯野久（プロデューサー）
- 森昌行（プロデューサー）
- 新井喜一（衣裳）
- 工藤芳照（美粧）